# Diego Morcillo Rubio de Auñón
Diego Morcillo Rubio de Auñón de Robledo, o anche de Suñón de Robledo (Villarrobledo, 3 gennaio 1642 – Lima, 12 marzo 1730), è stato un arcivescovo cattolico spagnolo in America Latina e viceré del Perù per due volte, nel 1716 (ad interim) e dal 1720 al 1724.

## Biografia
In giovane età entrò a far parte dell'Ordine della Santissima Trinità a Toledo. Studiò teologia presso l'Università di Alcalá. Ad Alcalá, re Carlo II lo nominò predicatore della camera reale. Divenne anche esaminatore (calficador) del Consiglio Supremo dell'inquisizione.
Il 21 novembre 1701 fu nominato vescovo di Nicaragua e il 14 maggio 1708 vescovo di La Paz in Bolivia. Continuando la carriera ecclesiastica divenne arcivescovo di La Plata o Charcas il 21 marzo 1714 e infine arcivescovo di Lima il 12 maggio 1723.
Nel 1716, mentre era arcivescovo di Charcas, re Filippo V di Spagna lo nominò viceré ad interim del Perù. Il 15 agosto entrò a Lima rimpiazzando Mateo de la Mata Ponce de León, presidente della Audiencia. Mata aveva ricoperto il ruolo ad interim, fin dalla deposizione del viceré Diego Ladrón de Guevara avvenuto il 2 marzo 1716. Morcillo occupò il posto fino al 5 ottobre 1716, quando la posizione fu occupata da Carmine Nicolao Caracciolo, Principe di Santo Buono, successore ufficiale di Ladrón de Guevara. Morcillo tornò quindi ai suoi doveri ecclesiastici di arcivescovo di Charcas.
Alla fine dell'amministrazione di Caracciolo, Morcillo fu di nuovo viceré, questa volta in modo permanente. Entrò a Lima il 26 gennaio 1720. Alla morte dell'arcivescovo di Lima, Francesco Solano, ne prese il posto.
Tra gli atti politici compiuti ci fu un grande incremento degli introiti reali della colonia, e la sconfitta dei pirati inglesi sulla costa.
In questo periodo Papa Benedetto XIII canonizzò due importanti santi peruviani, Turibio de Mogrovejo e Francesco Solano. Morcillo donò molto denaro all'Ordine della Santissima Trinità, al fine di promuovere la costruzione di ospedale e scuole, ed un convento per Carmelitani scalzi nella sua città natale.
Scrisse un libro intitolato Clamores de la obligación. Abbandonò il ruolo di viceré nel 1724, dopo gravi incidenti avvenuti in Paraguay. Morì a Lima nel 1730, e fu sepolto nella cripta della cattedrale.

## Genealogia episcopale e successione apostolica
La genealogia episcopale è:
- Vescovo Miguel Antonio de Benavides y Piedrola
- Arcivescovo Ignacio de Urbina, O.S.H.
- Vescovo Pedro Díaz de Cienfuegos
- Vescovo Juan de Argüelles, O.S.A.
- Arcivescovo Diego Morcillo Rubio de Auñón de Robledo, O.SS.T.

La successione apostolica è:
- Arcivescovo Juan de Necolalde (1716)
- Vescovo José Luis Palos Bord, O.F.M. (1723)
- Vescovo José Manuel de Sarricolea y Olea (1724)
- Vescovo Pedro Morcillo Rubio de Auñón (1724)